# Porpra de Tir
La porpra (en grec πορφύρα, porphyra, en llatí purpura), també coneguda com porpra de Tir, porpra reial o porpra imperial, és un colorant o tint de color porpra, el to pot variar entre un vermell purpuri i el morat, que va ser usat per els antics fenicis a la ciutat de Tir. Es creu que ja s'utilitzava en Creta cap a l'any 1600 a. C.
El tint consisteix en una mucositat o secreció de la glàndula hipobranquial d'un caragol de mar carnívor de mida mitjana, el gastròpode marí Murex brandaris, del gènere Murex de la família Muricidae.
A la natura els cargols utilitzen la secreció com part del seu comportament depredador, però el caragol també segrega aquesta substància quan se sent amenaçat o és atacat físicament. Algunes altres espècies de la família Muricidae (per exemple, Purpura patula de l'oceà Atlàntic occidental) també poden produir una substància similar que es converteix en un durador tint porpra si s'exposa a la llum del sol.
Els fenicis també feien un tint entre porpra i indi, anomenat blau reial o blau de Jacint, el qual era fabricat a partir d'una espècie molt semblant de caragol de mar, anomenada Murex trunculus, comunament conegut com caragol de punxes.
La porpra de Tir era molt costosa: l'historiador Teopomp del segle IV aC segle IV aC va descriure: «La porpra per als tints valia el seu pes en plata en Colofó» a l'Àsia Menor. Per produir un gram de porpra es necessitaven 9000 mol·luscs aproximadament, i per això el seu ús es limitava únicament als articles de luxe.

## Història

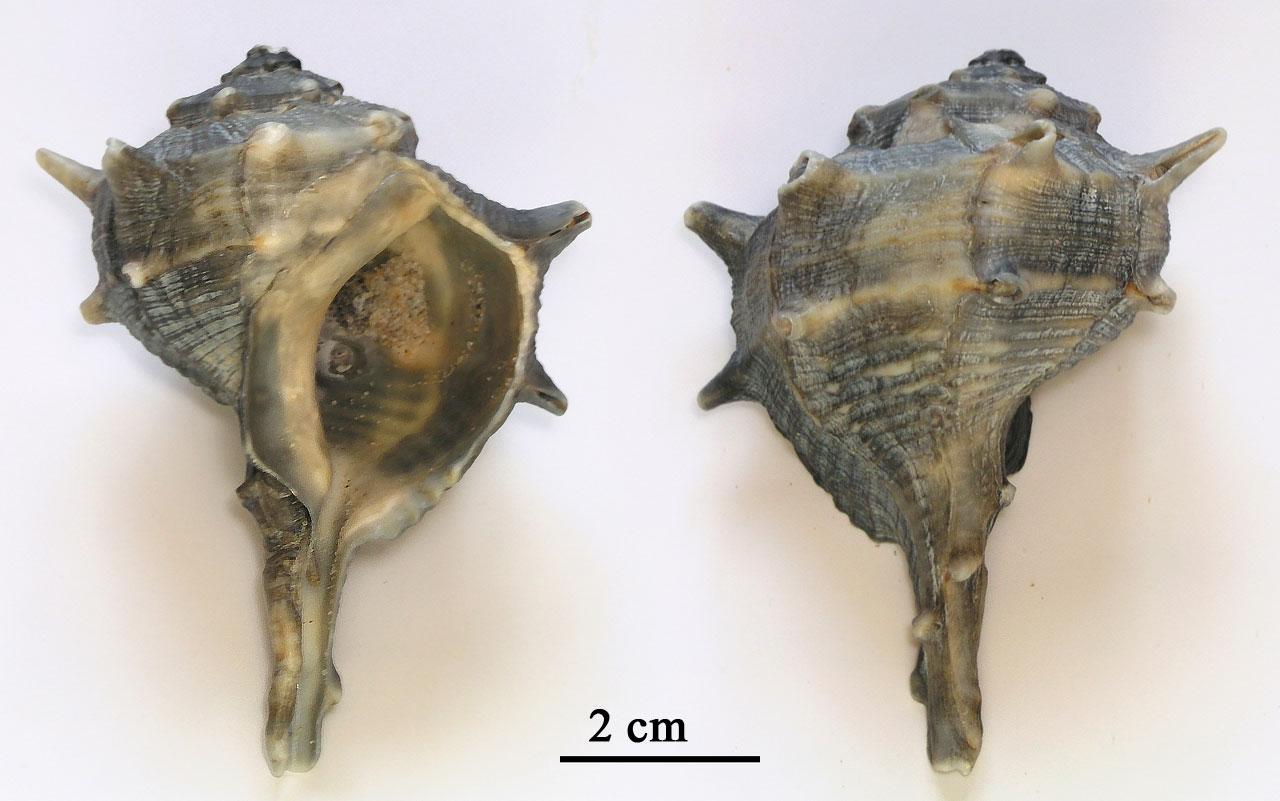
Conquilles de Murex brandaris

Estructura química del 6,6'-dibromoindi, principal component de la porpra de Tir.

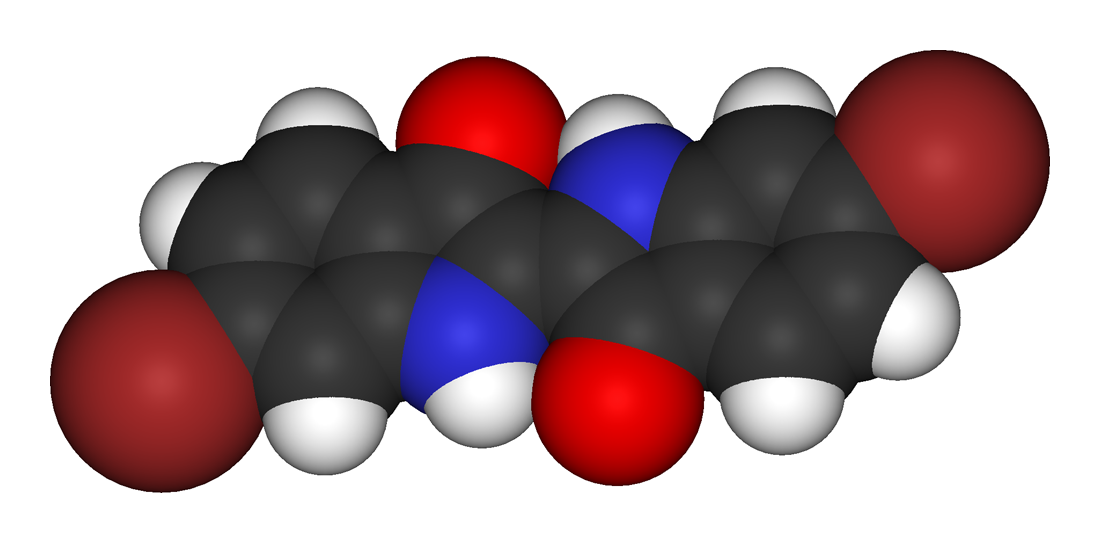
Model tridimensional del 6,6'-dibromoindi.

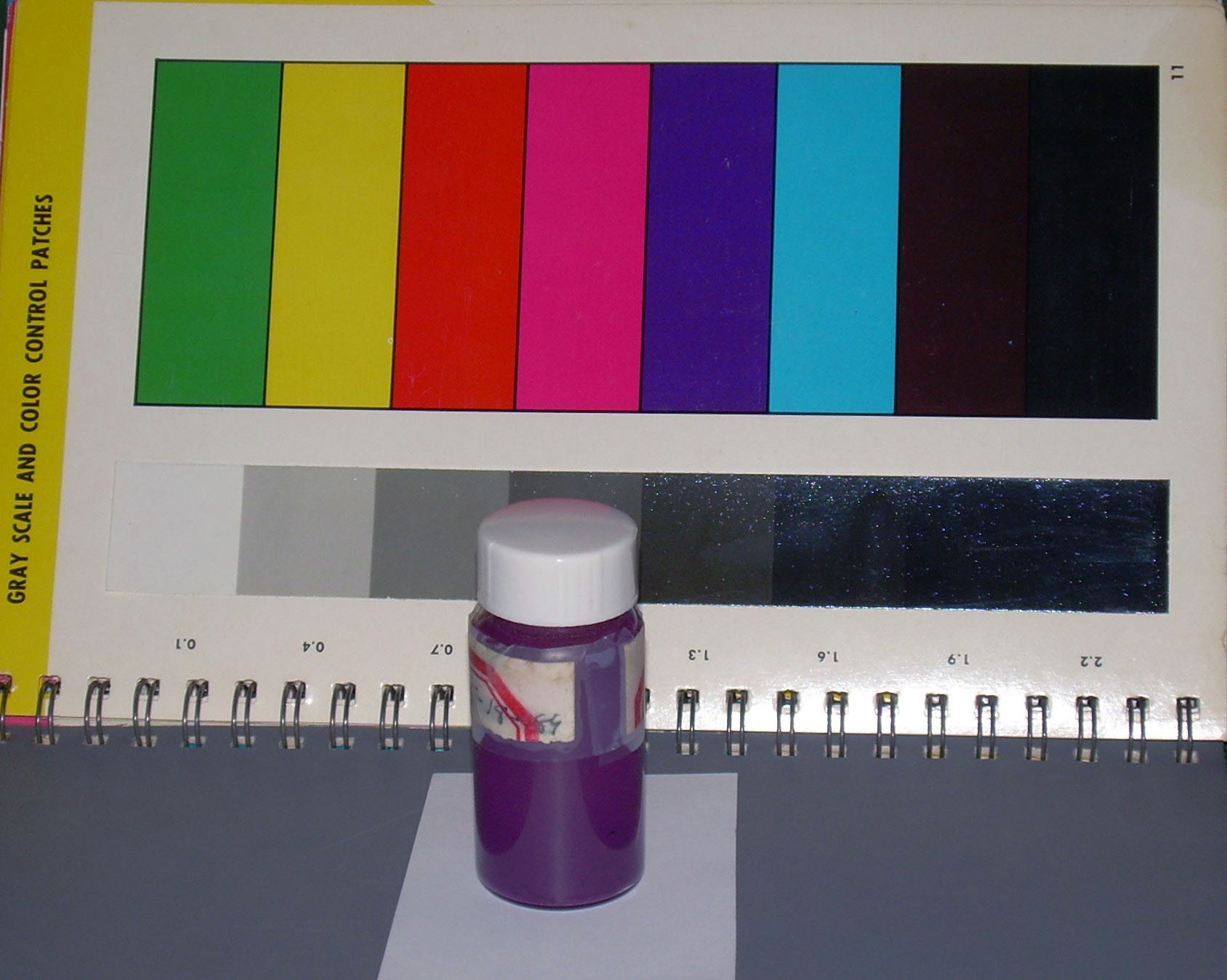
Flascó amb 6,6'-dibromoindi, el principal component de la porpra de Tir

El tint, molt resistent a la decoloració, era un article comercial de luxe, molt preuat pels romans, els qui ho feien servir per tenyir túniques cerimonials. Es pensa que la intensitat del tint porpra augmentava, en lloc de disminuir, amb el pas el temps.
Dades arqueològiques de Tir indiquen que els caragol s s'emmagatzemaven en grans gerres perquè es descomponguessin. Això produïa una pudor insuportable, el qual de fet era esmentat pels antics autors. Es coneix poc sobre els següents passos del procés, i el mètode antic per a la producció en massa dels dos tints múrex encara no ha estat reconstruït amb èxit; es creu que aquest color d'un to "sang coagulada negrosa", més preuat que qualsevol altre, s'aconseguia banyant dues vegades les peces, un cop al colorant indi de M. trunculus i una altra al tint vermell-porpra de M. brandaris.
El lexicògraf grec Juli Pòl·lux, que va viure al segle ii aC, afirmava que el tint porpra va ser descobert per Hèracles, o millor dit, pel seu gos, quan la boca se li va tenyir de porpra en mastegar caragols estant a la costa del Llevant. Recentment el descobriment arqueològic d'un nombre considerable de petxines de Murex a Creta suggereix que els minoics van poder haver estat els pioners en l'extracció del porpra imperial segles abans que els tiris. Datacions realitzades a partir d'objectes de ceràmica suggereixen que el tint va poder haver estat produït durant el període Minoic o Mitjà entre els segles XX i XVIII a. C.
Al segle iv, la legislació romana sobre els articles de luxe ja limitava l'ús de roba tenyida amb porpra de Tir a l'emperador. Per aquest motiu, el mot «porpra» es pot fer servir com a metònim per referir-se a la dignitat imperial.

A la Bíblia es distingeix clarament entre dos colors diferents d'aquest tint:
Els que tenien porpra violeta i escarlata i carmesí, lli, pèl de cabra, pells d'ovella tenyides de vermell i cuirs fins, el portaven també. (Ex. 35.23)
Feu-me, doncs, un home hàbil en treballarl or, la plata, el bronze, el ferro, la porpra escarlata, el carmesí i la porpra violeta, i que sàpiga gravar; estarà amb els artesans que tinc amb mi a Judà ia Jerusalem, i que el meu pare David ja va posar a la meva disposició. (2Cr 2,6)
Colorant dibromoindi, component del porpra de caragol:
Salomó va fer a més el cortinatge de porpra violeta, porpra escarlata, carmesí i lli fi, i en ella va fer brodar querubins. (2Cr 3,14)
Llavors Judes va tornar per saquejar el campament; ajuntar moltes monedes d'or i plata, teles de porpra violeta i de porpra vermella i moltes altres riqueses. (1Mac 4,23)

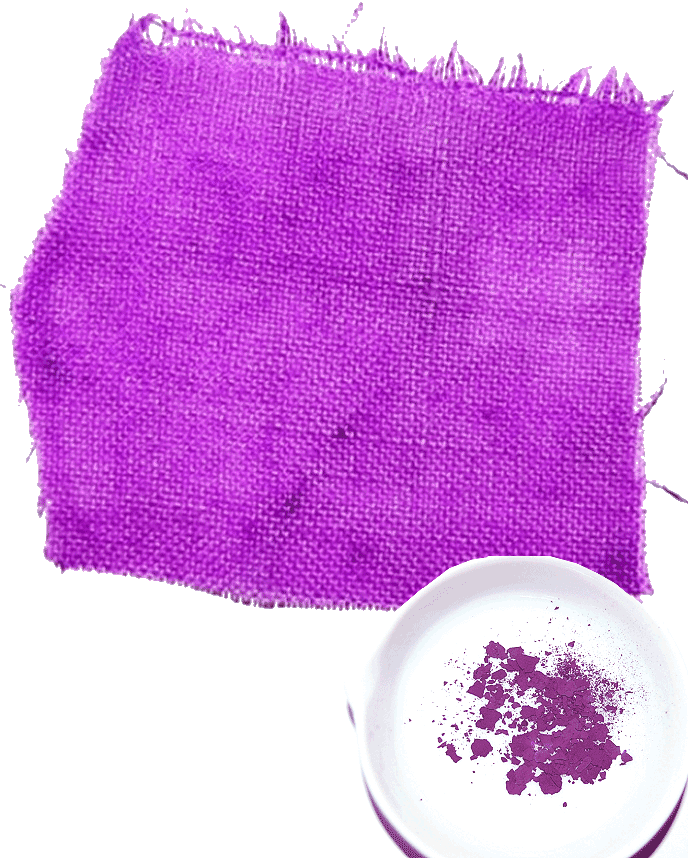
Colorant dibromoindi, component de la porpra de cargol

I efectivament, a l'Església catòlica els cardenals, els «purpurats», van vestits de color escarlata, vermell, color que, sovint, no es té gaire en compte en tractar d'aquest tint, ja que per influència de l'anglès, es considera com color porpra només el violeta.
En l'àmbit popular, hi ha la llegenda que la indumentària del FC Barcelona està inspirada en la porpra de Tir en homenatge a l'origen fenici-cartaginès de Barcelona, ciutat fundada com "Barcino" en 230 a. C. per Amílcar Barca, rei de Cartago i pare d'Hanníbal Barca i Asdrúbal Barca.
El principal component químic del colorant de Tir va ser descobert el 1909 per Paul Friedländer, sent el 6,6'-dibromoíndi, una substància que havia estat sintetitzada prèviament el 1903. No obstant això, aquesta fórmula mai ha estat sintetitzada comercialment.

## Producció moderna
El veritable color del porpra de Tir, com també la majoria dels pigments d'alta coloració, no pot ser mostrat encertadament en una visualització d'ordinador, però aquestes mostres donen una idea de la franja probable dins de la qual es troba:
_________
_________
Aquest és el color sRGB # 990.024. És una representació del codi de color 66A de la RHS, que ha estat equiparat amb el "vermell de Tir", un terme freqüentment usat com a sinònim del "porpra de Tir".

### Exemples de porpra de Tir
| nom                        | mostra | Cod. Hex. | RGB | RGB | RGB | HSV   | HSV    | HSV    |
| -------------------------- | ------ | --------- | --- | --- | --- | ----- | ------ | ------ |
| Porpra de Tir              |        | # 360029  | 54  | 0   | 41  | 314 ° | 100%   | el 21% |
| Porpra de Tir aclarit      |        | # 4E0041  | 78  | 0   | 65  | 310 ° | 100%   | el 31% |
| Porpra de Tir (internet)   |        | # 66023C  | 102 | 2   | 60  | 325 ° | 98%    | 40%    |
| Porpra de Tir (aquarel·la) |        | # 7B236D  | 123 | 35  | 109 | 310 ° | el 72% | 48%    |
| Porpra de Tir (RHS)        |        | # B80049  | 184 | 0   | 73  | 336 ° | 100%   | el 72% |